# Катык, Сали Александрович
Сали́ Алекса́ндрович Каты́к (20 октября 1930, Надеждинск — 28 мая 2010, Омск) — крупный организатор оборонной промышленности, генеральный директор омского ПО «Завод транспортного машиностроения имени Октябрьской революции» (1972—1996), Герой Социалистического Труда (1981).

## Биография

### Уральский период
В 1946 году освоил профессию токаря и, до поступления в 1947 году в техникум, работал на «Уралвагонзаводе» (г. Нижний Тагил).
В 1951 году окончил Свердловский дорожно-механический техникум.
В 1956 году окончил Уральский политехнический институт по специальности «инженер по литейному производству» и вернулся на завод, где прошёл путь от мастера до главного металлурга «Уралвагонзавода».
Уделял большое внимание механизации и автоматизации производства, совершенствованию технологии изготовления заготовок, научно-исследовательской и опытно-конструкторской работе:
- В цехе мелкого стального литья Уралвагонзавода им создана специализированная автоматическая формовочная линия для изготовления танковых траков.
- Заливка форм в цехе крупного стального литья переведена на конвейер.
- Впервые в стране созданы агрегаты с сервоприводом для зачистки заготовок, галтовочные барабаны для разделки литья, построены новые дробеочистные камеры, внедрены очистные барабаны, автоматические линии гальвано-химических покрытий деталей, автоматические линии химико-термической обработки.
- проведена реконструкция мартеновской печи № 2
- доказана необходимость строительства нового кузнечного цеха и цеха точного литья по выплавляемым моделям для вагонного литья
- разработаны новые хладостойкие стали, легированные ванадием, для вагонного литья.

Будучи председателем Совета молодых специалистов предприятия, очень многое сделал для укрепления кадрами цехов криогенного производства.
В 1969—1972 годах являлся создателем и был первым руководителем Уральского филиала ВНИТИ, (в настоящее время — ОАО «УНТК» (Уральский научно-технологический комплекс).
Избирался 2-м секретарем Дзержинского райкома партии города Нижний Тагил.

### Омский период
В 1972—1988 годах — директор завода имени Октябрьской революции, а с 1988 по 1996 годы — генеральный директор ПО «Завод транспортного машиностроения имени Октябрьской революции»
Под его руководством были построены специализированные цеха, оснащенные современным оборудованием, реконструировано и модернизировано действующее производство. В этот период производственные площади завода практически удвоились, значительно повысился технический уровень производства и выпускаемой продукции за счет комплексной механизации и автоматизации производственных процессов. Удвоилось и количество металлообрабатывающего оборудования, достигнув 6700 ед., из которых 600 было с ЧПУ и 500 специальных и агрегатных станков. Введен в эксплуатацию цех-автомат по производству гусениц. Завод приступил к выпуску новейших, по тем временам, танков Т-80.
Предприятием под руководством С. А. Катыка были построены:
- База отдыха «Артын»
- Профилакторий «Металлург»
- Новый больничный комплекс с поликлиникой — ныне МСЧ № 4
- Спорткомплекс «Авангард»
- Жилые дома и дома для малосемейных
- Общежития
- Детские комбинаты
- Школа

При С. А. Катыке предприятие всегда выполняло план, завод 64 квартала держал переходящее Красное знамя министерства. В 1981 году за успешное освоение серийного производства нового изделия и досрочное выполнение заданий десятого пятилетнего плана по всем технико-экономическим показателям, завод имени Октябрьской революции был награждён орденом Ленина, а его директор С. А. Катык удостоен высокого звания Героя Социалистического Труда.
Благодаря усилиям и организаторскому таланту С. А. Катыка, удалось сохранить научно-технический потенциал предприятия в самый тяжелый период 90-х годов.
Избирался членом Омского областного комитета КПСС, депутатом областного Совета народных депутатов.
Являясь профессором кафедры Омского института инженеров железнодорожного транспорта, передавал свой богатый производственный и научный опыт будущим инженерам.
Доктор технических наук (1983 г.), профессор (1987 г.), член-корреспондент Российской инженерной академии. Являлся изобретателем СССР (имел 35 авторских свидетельств на изобретения. Автор 135 печатных работ).
Был одним их крупнейших организаторов оборонной промышленности Советского Союза и Российской Федерации, влияющим на создание новейших образцов военной техники, опередившей своё время. По мнению авторов книги «Отечественный военно-промышленный комплекс и его историческое развитие» Сали Катык стоит в одном ряду с теми, кто внёс огромный вклад в развитие танковой отрасли, а именно: В. А. Малышевым, И. С. Исаевым, С. П. Черновым, П. Г. Семененко, И. В. Окуневым, И. Ф. Крутяковым, В. К. Сотниковым.

## Награды и звания
- Герой Социалистического Труда (1981).

Награждён орденами:
- Ленина (1981)
- Октябрьской Революции (1976)
- Знак Почёта (1971)
- За заслуги перед Отечеством IV степени (1996)[1] — за заслуги перед государством, большой вклад в развитие отечественного машиностроения и многолетний добросовестный труд на предприятиях и в организациях танкостроительной промышленности.
- медаль «За трудовое отличие».

Лауреат Государственной премии Российской Федерации в области науки и техники (1993) — За разработку комплекса новых технических решений танка Т-80У и внедрение его в серийное производство.

## Увековечение памяти
1. Омским городским Советом принято Постановление № 1508 от 20 апреля 2016 года «О присвоении наименований улицам в Ленинском административном округе города Омска», которым одной из улиц в новом строящемся микрорайоне присвоено наименование «улица Сали Катыка».
2. 18 октября 2013 года состоялось торжественное открытие мемориальной доски, которая была установлена на фасаде дома, где с 1973 по 2010 годы проживал Сали Александрович Катык.
3. На одной из плит мемориала «Слава Героям», который был открыт в Омске в мае 1985 года, высечено имя Катыка С. А.
4. Распоряжением Правительства Омской области № 172-рп от 10 августа 2023 года спортивному комплексу «Авангард» присвоено имя Сали Александровича Катыка.
5. 08 октября 2024 года состоялось торжественное открытие мемориальной доски С. А. Катыку, которая была установлена на фасаде проходной № 1 АО «Омсктрансмаш».
|                                                                                |  |                                                                       |
| Табличка на доме № 1 по улице Сали Катыка                                      |  | Мемориальная доска на доме                                            |
| Фамилия Катыка С. А. на одной из плит мемориала «Слава Героям» в городе Омске. |  | Фасад физкультурно-оздоровительного центра "Авангард" им. С.А. Катыка |
| Мемориальная доска на проходной АО "Омсктрансмаш"                              |  |                                                                       |
| ------------------------------------------------------------------------------ |  | --------------------------------------------------------------------- |